# Степаненко Олександр Михайлович
Олександр Михайлович Степаненко (нар. 26 липня 1959, м. Чортків, нині Україна) — український лікар, громадський діяч. Депутат Тернопільської обласної ради (1990, 2002, 2006). Ювілейна медаль «25 років незалежності України» (2016).

## Життєпис
Олександр Степаненко народився 26 липня 1959 року в місті Чорткові Тернопільської області України.
Закінчив Івано-Франківський медичний інститут (1983), інтернатуру по хірургії на базі Чернігівської міської лікарні, Київський медичний інститут (1984). Працював лікарем-хірургом у Чернігівській області (1984—1986), лікарем відділення анестезіології та інтенсивної терапії Чортківської центральної районної лікарні (1986—2015).

### Громадська діяльність
Один із засновників та голова Чортківської районної громадської організації Народного руху України (1989—1990).
Засновник та керівник ГО «Екологічно-гуманітарне об'єднання «Зелений світ» (1997). Голова ГО «Гельсінська ініціатива-XXI» (2006).
Офіційний представник у Тернопільській області Мандрівного фестивалю документального кіно про права людини Docudays UA (2007—2019).
Член правління Української Гельсінської спілки з прав людини (2006—2013, від 2016).

## Доробок
Співавтор та редактор аналітичного видання «Дотримання екологічних прав в Україні» (2007).
Автор аналітичного розділу про дотримання екологічних прав у форматі щорічних доповідей правозахисних організацій «Права людини в Україні» (2007—2015).
Працював у авторській групі з написання та представлення стратегічного документа «Стратегія модернізації України. Бачення незалежних експертів» (2009—2010).
Ініціатор програмного напрямку «Спільна спадщина» у роботі громадського об'єднання «Гельсінська ініціатива-ХХІ» (2008—2016). 
Першим, хто відкрив для жителів Чорткова мистецтво Шайє Блондера. 
Часто друкується в періодиці.
Автор публікацій: 
- «Йозеф Опацький — громадський лідер, піонер краєзнавства та туризму в Чорткові»;
- «Він переконував аргументами, захищав — без меча» (до 160-ї річниці від народження Антона Горбачевського);
- «Станіслав Єжи Лєц — Лицар ордену Свободи»;
- «Втрачені та віднайдені світи Агнона»
- «Кароліна Лянцкоронська: життя, як останнє втілення фамільного кредо — “Flammans pro Recto”»[4]
- «Карл Еміль Францоз та його Барнов»[5]
- Олекса Волянський: «Дати народу якісну освіту, а народ сам дасть собі раду!»[6]
- «Син Поділля — професор трьох європейських університетів»[7]
- «Януш Корчак у нас на Тернопіллі. Та у мені»[8]
- «До вінка осінніх квітів — в пам’ятну дату Михайла Галущинського»[9]
- «Тернистий життєвий шлях генерала Грекова. І його зоряний час»[10]
- «Перші громадяни майбутньої вільної країни»[11]
- «Єврейське гетто у Чорткові: жертви, кати та рятівники»[12]
- «Ким вони були, жертви «Ягільницького злочину» нацистів?»[13]
- «Королівство Вінценза»[14] та інших.